# Ковентри

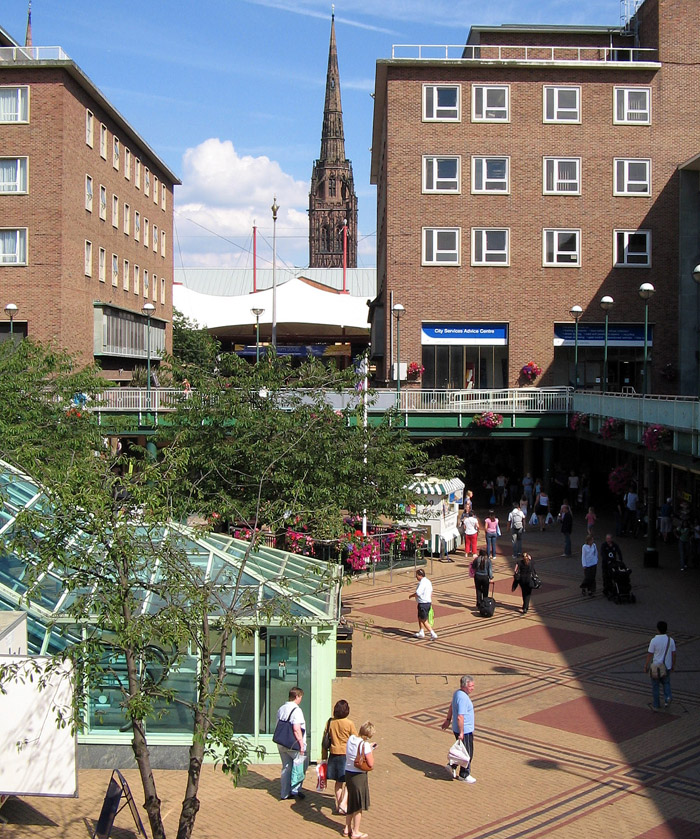
Вид на центр Ковентри. На заднем плане виден шпиль разрушенного храма

Ко́вентри (англ. Coventry [ˈkɒvəntri, 'kʌv-]) — город на востоке английского графства Уэст-Мидлендс, образует особый район со статусом сити Сити-оф-Ковентри.
Крупный промышленный центр. Известен своими шляпными фабриками, фабриками по производству часов, велосипедов, швейных машин, ковров, лент, кружев и т. д. В Ковентри находится штаб-квартира компании Jaguar Land Rover, представляющей автомобильные марки «Ягуар» и «Лэндровер».
Ковентри прежде был окружён крепостной стеной с двенадцатью воротами; отличался своими торжественными процессиями. Упомянут в поэме Теннисона «Леди Годива», в честь которой и сейчас 3 раза в год устраиваются празднества. В городе находится собор св. Михаила в лёгком готическом стиле, разрушенный во время Второй мировой войны и отстроенный заново, а также собор св. Марии времён Генриха VI.
Ковентри 9-й по числу жителей город в Англии и 11-й в Великобритании.

Он также 2-й по числу жителей после Бирмингема в графстве, хотя Ноттингем и Лестер больше по площади.
Город находится в 153 километрах на северо-запад от Лондона и в 30 километрах на восток от Бирмингема, из всех городов графства он находится дальше всех от побережья. Хотя Ковентри и является городом с довольно большим населением, он не входит в список главных городов Великобритании, так как расположен в непосредственной близости от Бирмингема.
Ковентри — родной город поэта Филипа Ларкина и актёра Клайва Оуэна, а также барабанщицы американской христианской рок-группы Skillet Джен Леджер.

## История
Ковентри, по-видимому, образовался на месте поселения бронзового века, располагавшегося в районе нынешнего центра города, где большая река, озёра, мягкий климат и обилие лесов обеспечивали пропитание и служили хорошим укрытием.
В XIV веке Ковентри становится центром торговли тканью. К этому времени это был один из крупнейших и важнейших городов Англии. В 1345 году Ковентри получает статус города, в 1451 становится центром графства.
В XVIII и XIX веках Ковентри стал одним из трёх центров Великобритании по производству часов, наряду с Прескотом поблизости от Ливерпуля и Клеркенвеллом в Лондоне. По мере упадка производства, связанного с конкуренцией с швейцарскими производителями и фабричным производством, в городе создавалось велосипедное, автомобильное и авиационное производства.
В конце XIX века Ковентри стал крупнейшим центром велосипедной промышленности. В начале XX века велосипедная фабрика перешла на производство автомобилей, и Ковентри стал важным центром английской автопромышленности. Несмотря на то, что в этой области было занято более ста различных компаний, в 2006 году последнее автомобильное производство в городе было свёрнуто.
14 ноября 1940 года в ходе Битвы за Англию немецкая авиация совершила массированный налёт на город. Исторический центр города подвергся значительным разрушениям и пожарам, однако огненного смерча удалось избежать.
Благодаря осветительным ракетам, сбрасываемым на парашютах, наземные цели были хорошо видны, и непрерывная бомбардировка Ковентри продолжалась в течение одиннадцати часов. Некоторые бомбы были нацелены на промышленные объекты, расположенные в окрестностях города, однако другие сбрасывались на центр города, создавая разрушающую стену огня, в которой сгорели 4330 домов и три четверти фабрик города. Число повреждённых зданий составило около шестидесяти тысяч. Всполохи огня поднялись на 30 метров в небо, а отсветы пожара были видны на расстоянии 220 км. Среди первых зданий, которые были разрушены в начале налёта, был Собор Св. Михаила, единственный английский собор, пострадавший во время войны.
В последующем году были совершены новые налеты на Ковентри, особенно разрушительными были налеты 8 и 10 апреля 1941 года, всего немцы бомбили Ковентри 41 раз, последняя бомбардировка была в августе 1942 года. К концу войны в результате налетов в Ковентри погибло 1236 человек, из них 808 лежат в братской могиле кладбища на Лондон-Роуд. В числе других погибших были добровольцы, работавшие в городе Ковентри во время войны, их тела были вывезены домой родственниками в простых сосновых гробах. Многие тела не были опознаны.
Столь мощным бомбардировкам город был подвержен ввиду большого скопления оружейных и авиационных заводов.
По названию города появился нацистский термин «ковентрировать» — разрушить город ударами с воздуха, — который геббельсовская пропаганда активно использовала до начала систематических бомбардировок немецких городов силами Британии и США в конце войны.
После войны город был в значительной степени перестроен. В 1962 году был освящён новый собор Св. Михаила.

## Достопримечательности

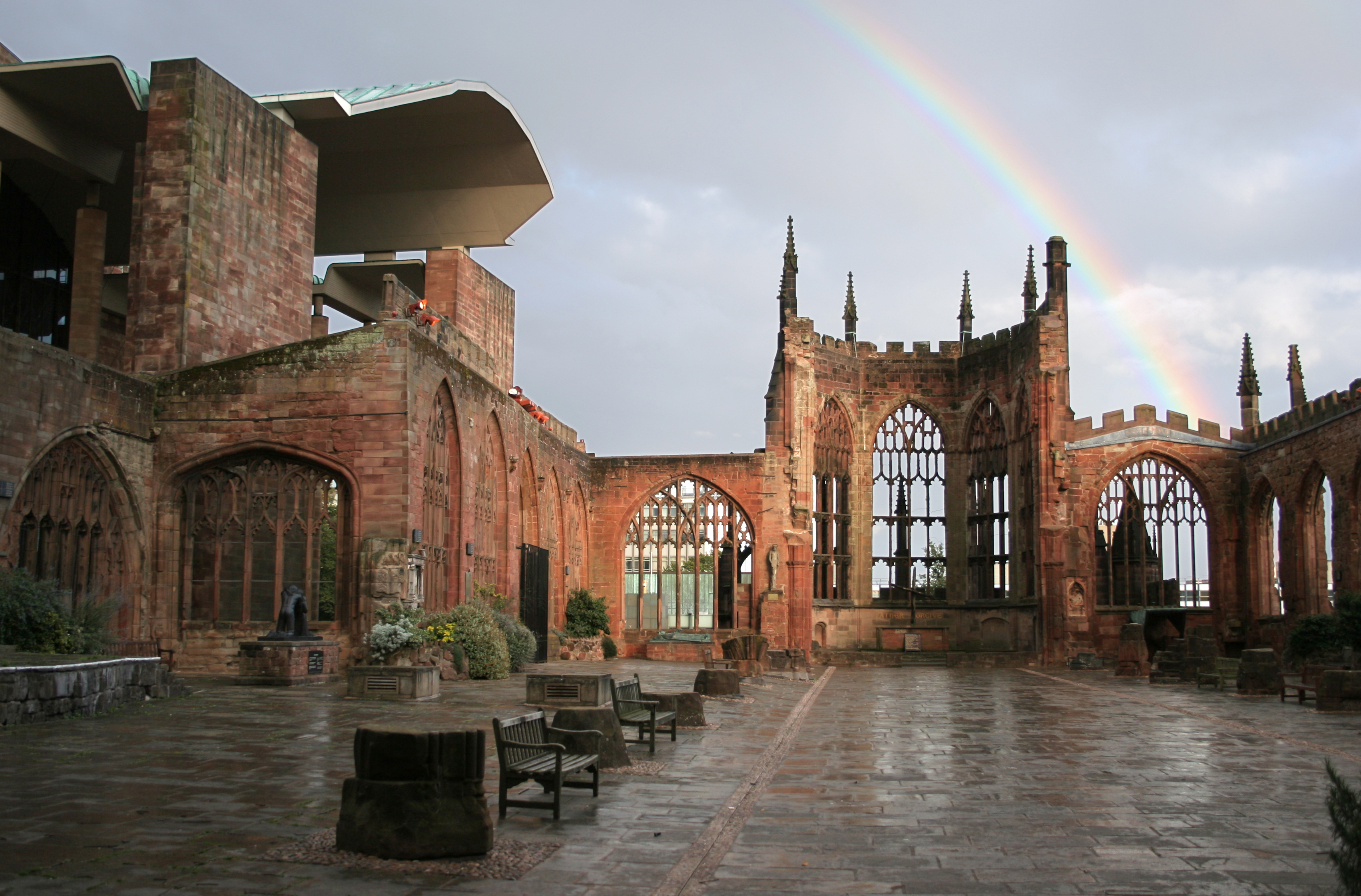
Развалины собора Св. Михаила в Ковентри

Главной достопримечательностью города является собор Св. Михаила, разрушенный во время налёта немецкой авиации во Вторую мировую войну. От собора уцелели только внешние стены и шпиль (на момент бомбардировки — третий по высоте в Британии). Новый собор, построенный Бэзилом Спенсом был открыт в 1962 году неподалёку от руин старого. В соборе находится гобелен «Христос во славе» Грэхема Сазерленда, перед входом установлена бронзовая скульптура «St Michael’s Victory over the Devil» Джекоба Эпстейна.
Шпиль разрушенного собора — один из трёх, доминирующих над городом с XIV века. Два других — церковь Христа (от которой уцелел только шпиль) и церковь Святой Троицы (действующая).
В музее транспорта находится большая коллекция английских автомобилей. Среди самых интересных экспонатов — два автомобиля-рекордсмена по скорости. Thrust SSC в 1997 году стал первым автомобилем, превысившим скорость звука. Музей был существенно обновлён в 2004 году, в рамках реконструкции был построен новый эффектный вход. Вход в музей бесплатный.
В городе также есть художественная галерея и музей авиации. В шести километрах от центра находится реконструкция римской крепости — форт Лант.
Музей полиции состоит из исторической части и коллекции необычных случаев и курьёзов.
С городом связана легенда о леди Годиве, которой там установлен памятник.

## Экономика
В Ковентри находится много разных отраслей промышленности, но этот город наиболее известен такими марками машин как Jaguar и Modec.

## Культура
Ковентри выбран городом культуры Великобритании в 2021 году. Он сменил в этом звании город Халл, который является культурным городом с 2017.
Поэт Филип Ларкин родился и вырос в Ковентри.
«Coventry Carol» — рождественская песня, впервые записанная в XVI веке и связанная с традиционными летними мистериями в Ковентри.

## Население
Ниже показана динамика численности населения Ковентри с начала XIX века:
- 1801 — 21 853
- 1851 — 48 120
- 1901 — 88 107
- 1911—117 958
- 1921—144 197
- 1931—176 303
- 1941—214 380
- 1951—260 685
- 1961—296 016
- 1971—336 136
- 1981—310 223
- 1991—305 342
- 2001—300 844
- 2007—306 700

## Города-побратимы
Ковентри и Сталинград в 1944 году стали первыми породнившимся городами: оба города подверглись жесточайшим бомбардировкам со стороны Люфтваффе. Это положило начало мировому движению породнённых городов.
Также, после окончания Второй мировой войны Ковентри стал побратимом Дрездена — оба города были сильно разрушены. Это стало символом примирения.
В Ковентри оба города-побратима представлены в отдельном районе города, в котором есть сад мира, посвященный городу-побратиму.
В 2022 году город объявил о приостановке побратимских связей с Волгоградом из-за вторжения России на Украину.
1. Киль, Германия (1947)
2. Лидице, Чехия (1947)
3. Сент-Этьен, Франция (1955)
4. Паркс (англ. Parkes), Новый Южный Уэльс, Австралия (1956)
5. Грац, Австрия (1957)
6. Сараево, Босния и Герцеговина (1957)
7. Белград, Сербия (1957)
8. Варшава, Польша (1957)
9. Кан, Франция (1957)
10. Корк, Ирландия (1958)
11. Арнем, Нидерланды (1958)
12. Дрезден, Германия (1959)
13. Острава, Чехия(1959)
14. Болонья, Италия (1960)
15. Дунауйварош, Венгрия (1962)
16. Галац, Румыния (1962)
17. Кечкемет, Венгрия (1962)
18. Кингстон, Ямайка (1962),
19. Ковентри, Коннектикут, США (1962)
20. Виндзор, Онтарио, Канада (1963)
21. Гранби, Квебек, Канада (1963)
22. Ковентри, Род-Айленд, США (1971)
23. Ковентри, Нью-Йорк, США (1972)
24. Корнуолл, Онтарио, Канада (1972)
25. Цзинань, Китай (1983)